# لو سينتير

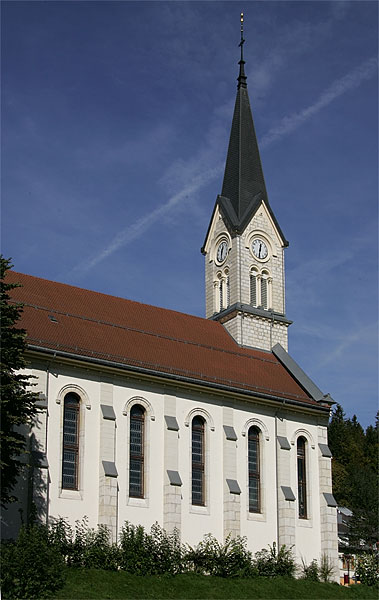
كنيسة لو سينتير

لو سينتير هي قرية في وادي جوكس التابع لكانتون فود، سويسرا. جزء من بلدية لو تشينيت، ويبلغ عدد سكانها 3000 نسمة.
تشتهر لو سينتير بتواجد العديد من مصنعي الساعات السويسرية أمثال جيجر لوكولتر، جيرالد جينتا، باتيك فيليب، فاشيرون كونستانتين، رومان غوتييه.

## روابط خارجية
- علم لو سينتير – على موقع أعلام العالم على شبكة الإنترنت